# Klutiana brevipetiolata
Klutiana brevipetiolata là một loài tò vò trong họ Ichneumonidae.